# Влаху, Элени
Элени Влаху (греч. Ελένη Βλάχου, 18 декабря 1911, Афины — 14 октября 1995) — греческая журналистка и редактор.

## Биография
Элени Влаху выросла в Афинах и Женеве. Писала статьи как журналистка, кинокритик и обозревательница газеты «Катимерини», которой владел её отец Георгиос Влахос. В 1951 году она сама стала владелицей издания. В 1955 Влаху основала совместно со своим мужем Константиносом Лундрасом еженедельный журнал и 1961 году газету «Месимврини».
В период греческой военной диктатуры Влаху и Лундрас свернули всю издательскую деятельность, поскольку цензура, которая была введена после военного переворота, сделала невозможной свободную журналистику. 4 октября 1967 года оба были помещены под домашний арест за то, что Влаху назвала клоуном одного из руководителей хунты Стилианоса Паттакоса. В конце декабря 1967 года Влаху при помощи журналистки и сотрудницы посольства Лесли Финер бежала в Англию, где получила политическое убежище. Лундрас остался в Греции, где в первые дни после побега жены поддерживал видимость её пребывания на дому. Он был арестован в августе 1968 года на год, а после освобождения ему было запрещено выезжать из страны. Влаху же снискала себе авторитет как публицист в изгнании, посвящая почти все свои статьи борьбе против военной хунты.
В знак почтения памяти Элени Влаху в Греции учреждена премия её имени, которой награждаются журналисты за особые достижения в области европейского и международного сотрудничества.